# Kaakvissen
Kaakvissen (Opistognathidae) zijn een familie van straalvinnige vissen uit de orde van Baarsachtigen (Perciformes).

## Geslachten
- Lonchopisthus Gill, 1862
- Opistognathus Cuvier, 1816
- Stalix Jordan & Snyder, 1902